# 密史脱拉风

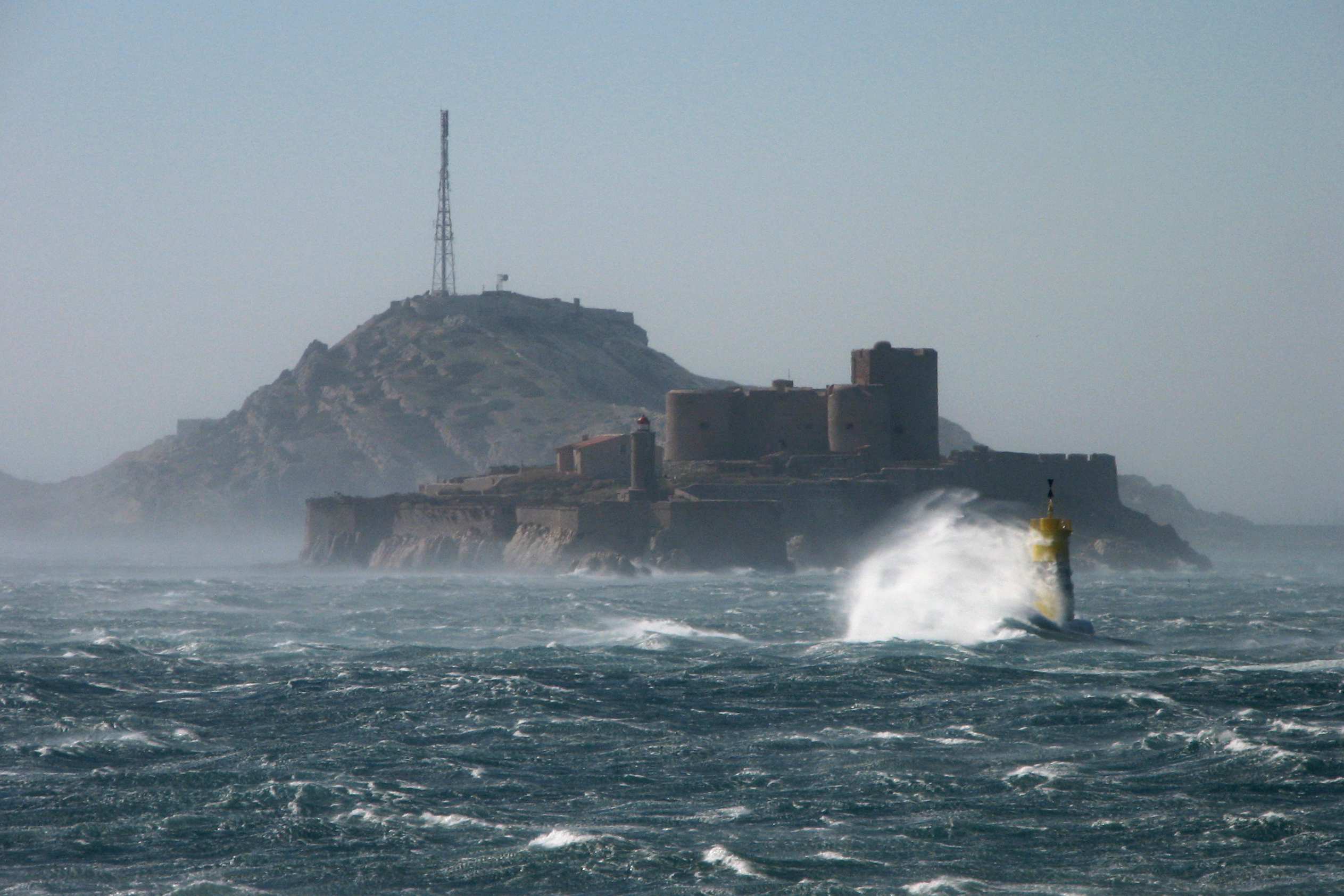
馬賽的密史脱拉风

密史脱拉风，法国南部从北沿着下罗讷河谷吹的一种干冷强风，為西北風。它一次能持续几天，风速经常超过66每小時（41英里每小時），有時可超過185每小時（115英里每小時），高度可达2～3千米。在冬季和春季密史脱拉风最强并最多见，有时能给莊稼造成重大损害。